# Martin O'Malley
Martin Joseph O'Malley (Washington, 18 gennaio 1963) è un politico e avvocato statunitense, governatore del Maryland dal 2007 al 2015 e sindaco di Baltimora dal 1999 al 2007.

## Biografia
Cominciò la carriera politica nel 1986 all'interno dello staff della senatrice Barbara Mikulski. Nel 1991 entrò a far parte del consiglio cittadino di Baltimora e mantenne l'incarico fino al 1999, quando cioè divenne sindaco della città.
Nel 2005 il TIME lo inserì nella lista dei cinque migliori sindaci di grandi città.
L'anno seguente, O'Malley sconfisse il governatore uscente Robert Ehrlich. Nel 2010 Ehrlich si candidò nuovamente, ma fu battuto per la seconda volta da O'Malley.
È un oppositore della pena di morte, e ha presentato l'abolizione della massima pena come uno dei suoi obiettivi.
Il 30 maggio 2015 annuncia a Baltimora la sua candidatura alle presidenziali USA del 2016. È il terzo democratico in corsa.
Il 1º febbraio 2016 dopo il caucus dello Iowa si ritira dalla corsa alle primarie democratiche. I sondaggi nazionali lo davano tra l'1.5% e 3%, lontanissimo dall'ex Segretaria di Stato Hillary Clinton e dal senatore del Vermont Bernie Sanders. Ottiene solo lo 0,6% con 8 delegati risultando ininfluente nello scontro al fotofinish Clinton-Sanders (49.8 vs 49.6). È il primo a ritirarsi nella corsa democratica dopo un voto elettorale ed il quarto in assoluto dopo Jim Webb, Lincoln Chafee e Lawrence Lessig. Non ha dichiarato chi avrebbe sostenuto tra Clinton o Sanders.
Il 6 giugno, quando Hillary Clinton è diventata la presunta candidata democratica, le ha dato il suo endorsement ufficiale. È il primo ex candidato democratico a fare un endorsement pubblico tra i candidati alle Primarie Democratiche 2016.

## Influenze
Il personaggio della pluripremiata serie televisiva The Wire Tommy Carcetti è ispirato a lui.